# 1003

سنة 1003 كانت سنة بسيطة تبدأ يوم الجمعة (سوف يظهر الرابط التقويم الكامل للعام) حسب التقويم اليولياني.

## أحداث
- زكريا يخلف فيلوثاؤس على منصب بابا الاسكندرية.

## مواليد
- ابن زيدون الشاعر والأديب الأندلسي. (توفي 1071 م).
- ناصر خسرو